# Оджагвердиев, Сархан Сурхай оглы
Сархан Сурхай оглы Оджагвердиев (азерб. Sərxan Surxay oğlu Ocaqverdiyev; 16 июля 1967, Сафикюрд, Касум-Исмаиловский район — 5 мая 1992, Талыш, Агдеринский район) — азербайджанский военнослужащий, рядовой, участник Первой карабахской войны, Национальный герой Азербайджана.

## Награды
Указом исполняющего обязанности президента Азербайджанской Республики Исы Гамбарова № 833 от 7 июня 1992 года рядовому Сархану Сурхай оглы Оджагвердиеву за личное мужество и отвагу, проявленные во время защиты территориальной целостности Азербайджанской Республики и обеспечения безопасности мирного населения, было присвоено звание Национального героя Азербайджана (посмертно).

## Память
Средняя школа села Татарлы, где учился Оджагвердиев, носит его имя. В Геранбойском районе установлен бюст героя.